# The Party Tour
The Party Tour es el nombre de la gira musical debut de la boyband mexicana CD9.
La gira dio inicio el 10 de octubre de 2014 en el Teatro Metropolitan México con aforo completo en dos conciertos y finalizó el 15 de mayo de 2016 en el palenque de la Expogan Sonora, en Hermosillo Sonora. 
La gira fue anunciada por medio de la cuenta oficial en Instagram de CD9, quienes informaron que su primera gira comenzaría el 10 de octubre de 2014 en el teatro Metropólitan. Durante la venta de boletos, estos se agotaron en tan solo 100 minutos, debido al éxito del primero, la banda decidió dar un segundo concierto para el 11 de octubre de 2014 en el mismo lugar.